# Kyokuto Symphony ~The Five Stars Night~ @Budokan
Kyokuto Symphony ~The Five Stars Night~ @Budokan è il primo album live dei Nightmare. Questa è stata la loro prima performance al Nippon Budokan il 23 settembre 2007. L'album raggiunse l'11ª posizione nella classifica Oricon.

## Tracce
CD
1. dogma
2. The WORLD – 3:48
3. Varuna – 4:11
4. Gianizm Roku – 4:22
5. Konoha
6. Wasurena Kusa
7. cloudy dayz
8. Criminal Baby
9. Gianizm Shichi – 5:06
10. Raison d'etre
11. Kyokuto Rashin Tengoku – 4:07
12. Jojoteki ni Sugita Jikan to Fukakutei na Mirai and no Requiem
13. Star[K]night

DVD
1. dogma
2. The WORLD – 3:48
3. Gianism Tsuu ~Minagoroshi~
4. Varuna – 4:11
5. Tokyo Shounen – 4:22
6. Nadirecar
7. Gianism Roku – 4:22
8. Konoha
9. Wasurena Kusa
10. Shian – 3:36
11. cloudy dayz
12. Criminal Baby – 3:34
13. HATE – 3:43
14. Gianism Shichi – 5:06
15. Raison d'etre
16. Raven Loud Speeeaker – 4:28
17. Dasei Boogie
18. Gianism San
19. Kyokuto Rashin Tengoku
20. Believe
21. Nazuki
22. Jojoteki ni Sugita Jikan to Fukakutei na Mirai and no Requiem
23. Crash!?Nightmare Channel
24. Jishou Shounen Terrorist
25. Rakku – 6:13
26. Star[K]night
27. Believe (en 1)
28. Najiki (en 2)
29. Jojoteki ni Sugita Jikan to Fukakutei na Mirai and no Requiem (en 3)
30. Crash!?Nightmare Channel (en 4)
31. Jishou Shounen Terrorist (en 5)
32. Rakku (en 6)
33. Star[K]night (en 7)